# Bildschirmtext

Das Bildschirmtext-Logo

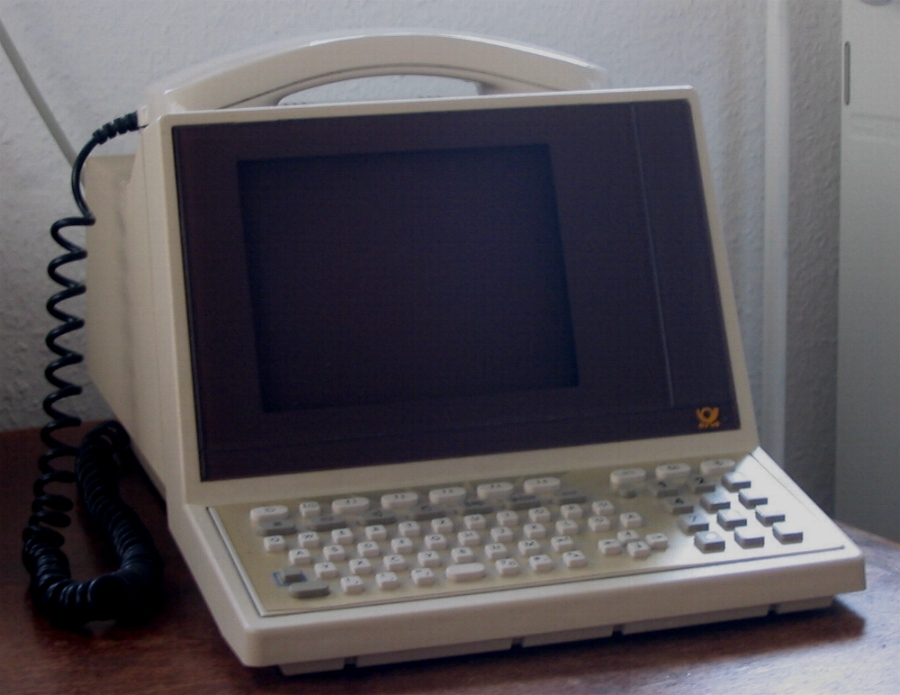
Telefon-Btx-Terminal-Kombination

Bildschirmtext (kurz Btx oder BTX; in der Schweiz Videotex) war ein Online-Videotex-System, das 1983 in Westdeutschland von der Deutschen Bundespost, dem (west-)deutschen Postdienst, eingeführt wurde. Der Dienst kombinierte Funktionen des Telefons und des Fernsehgeräts zu einem Kommunikationsmittel.
BTX wurde in Österreich im Juni 1982 eingeführt, in der Bundesrepublik Deutschland ab dem 1. September 1983 bundesweit. Durch die Konkurrenz des offenen Internets verlor Bildschirmtext seine Bedeutung später wieder. Inzwischen wurde der Dienst in allen Ländern eingestellt, in Deutschland 2007.
Es gab Verwechslungen mit dem Fernseh-Teletext, wozu auch beitrug, dass der Dienst in der Schweiz Videotex (ohne „t“ am Ende) hieß und damit eine Ähnlichkeit mit dem in Deutschland verwendeten Teletext-Synonym Videotext aufwies.

## Geschichte

### Deutschland

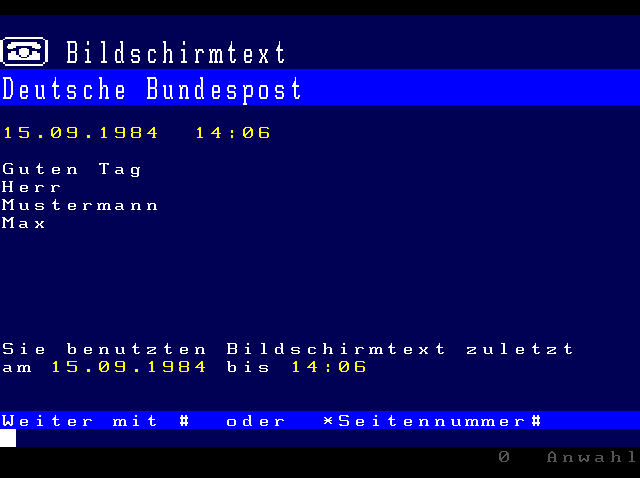
Rekonstruktion der BTX-Begrüßungsseite

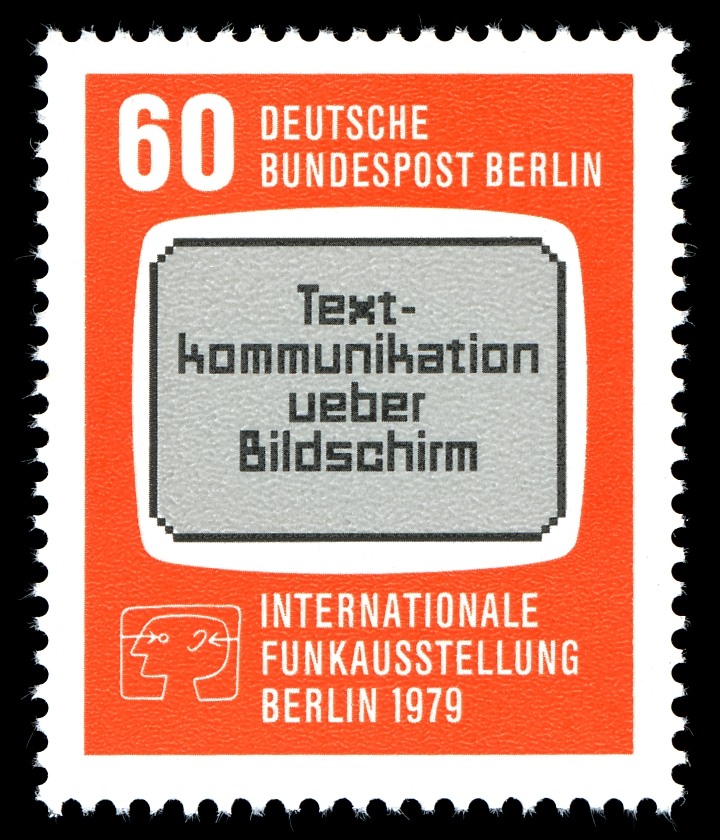
Briefmarke von 1979

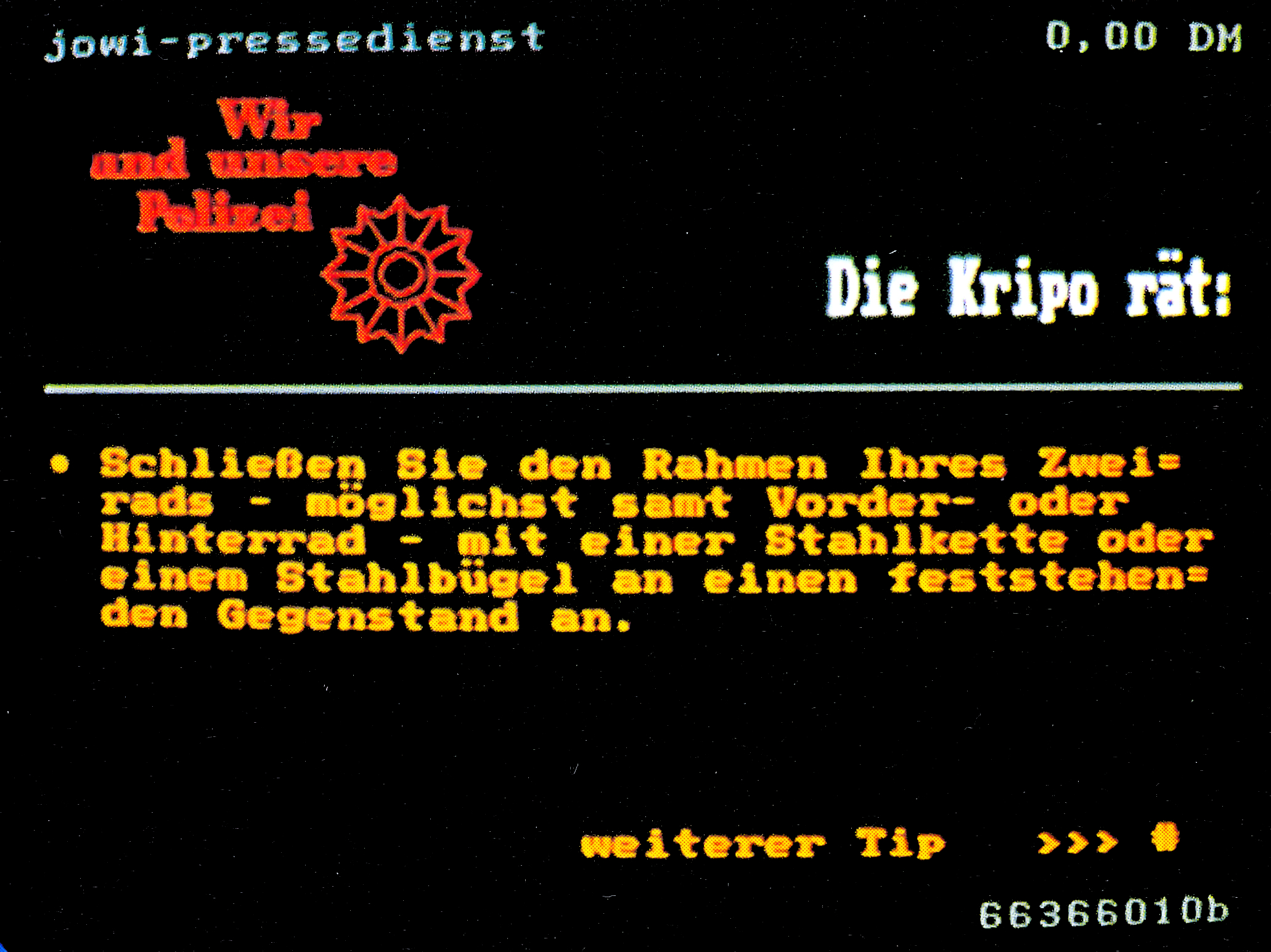
Seite der Polizei

Vorgestellt wurde Btx 1977 vom damaligen Postminister Kurt Gscheidle auf der Internationalen Funkausstellung in Berlin. Es war in Deutschland unter der Leitung von Eric Danke entwickelt worden, der später Vorstandsmitglied von T-Online wurde. Eric Danke war 1975 durch eine Fachveröffentlichung über Samuel Fedida und PRESTEL auf die ursprünglich britische Technologie aufmerksam geworden. Im Juni 1980 startete ein Feldversuch mit jeweils etwa 2.000 Teilnehmern in Düsseldorf mit Neuss und Berlin. Am 18. März 1983 unterzeichneten die Regierungschefs der Länder in Bonn den Staatsvertrag über Bildschirmtext. Der Vertrag stellte es jedem Interessenten frei, unter Beachtung bestimmter Vorschriften als Anbieter von Bildschirmtext aufzutreten. Die Deutsche Bundespost startete 1983 einen interaktiven Onlinedienst, der anfangs ein spezielles Btx-Gerät erforderte. 1983 gab es neben der Btx-Leitzentrale in Ulm Btx-Vermittlungsstellen in Düsseldorf, Hamburg, Frankfurt am Main, München und Stuttgart. Geplant war der Ausbau auf 150 Btx-Vermittlungsstellen. Die erwarteten Nutzerzahlen wurden allerdings nie erreicht. So sollten es 1986 rund eine Million sein, tatsächlich waren es aber nur 60.000. Die Million wurde erst zehn Jahre später erreicht, nachdem Btx ab 1995 mit dem neuen T-Online-Angebot inklusive E-Mail und Internetzugang gekoppelt worden war. 1993 wurde Btx Bestandteil des neu geschaffenen Dienstes Datex-J. Am 31. Dezember 2001 wurde der ursprüngliche Btx-Dienst offiziell abgeschaltet. Eine reduzierte Variante für Online Banking wurde bis zum 10. Mai 2007 betrieben.

### Österreich
In Österreich gab es Btx seit Juni 1982. Die Eigenentwicklung MUPID, ein spezielles Terminal zur Nutzung der Btx-Dienste, wurde von der damaligen PTV selbst entwickelt und konnte von den Nutzern angemietet werden. Die Btx-Anschlusskosten betrugen im März 1984 rund 150 öS und die monatliche Grundgebühr lag bei 70 öS. Der Dienst wurde Ende November 2001 eingestellt.

### Schweiz
Der Dienst wurde in der Schweiz als Videotex (ohne t am Ende) bezeichnet. Von der damaligen PTT in den 1980er Jahren gestartet, wurde er ab 1995 von SwissOnline betrieben. Am 30. September 2000 wurde Videotex eingestellt.

### Weitere Länder
Die Basis für den BTX-Standard legte das britische PRESTEL, welches in erweiterter Form unter dem Namen Prestel Plus in Schweden und als weltweit erfolgreichstes System Minitel in Frankreich verbreitet war.
In Dänemark gab es die Bezeichnung Teledata, in Italien Videotel und in den Niederlanden Viditel.
In Spanien hieß das auf BTX basierende System Ibertex.

## Merkmale des Bildschirmtexts in Deutschland

### Technik

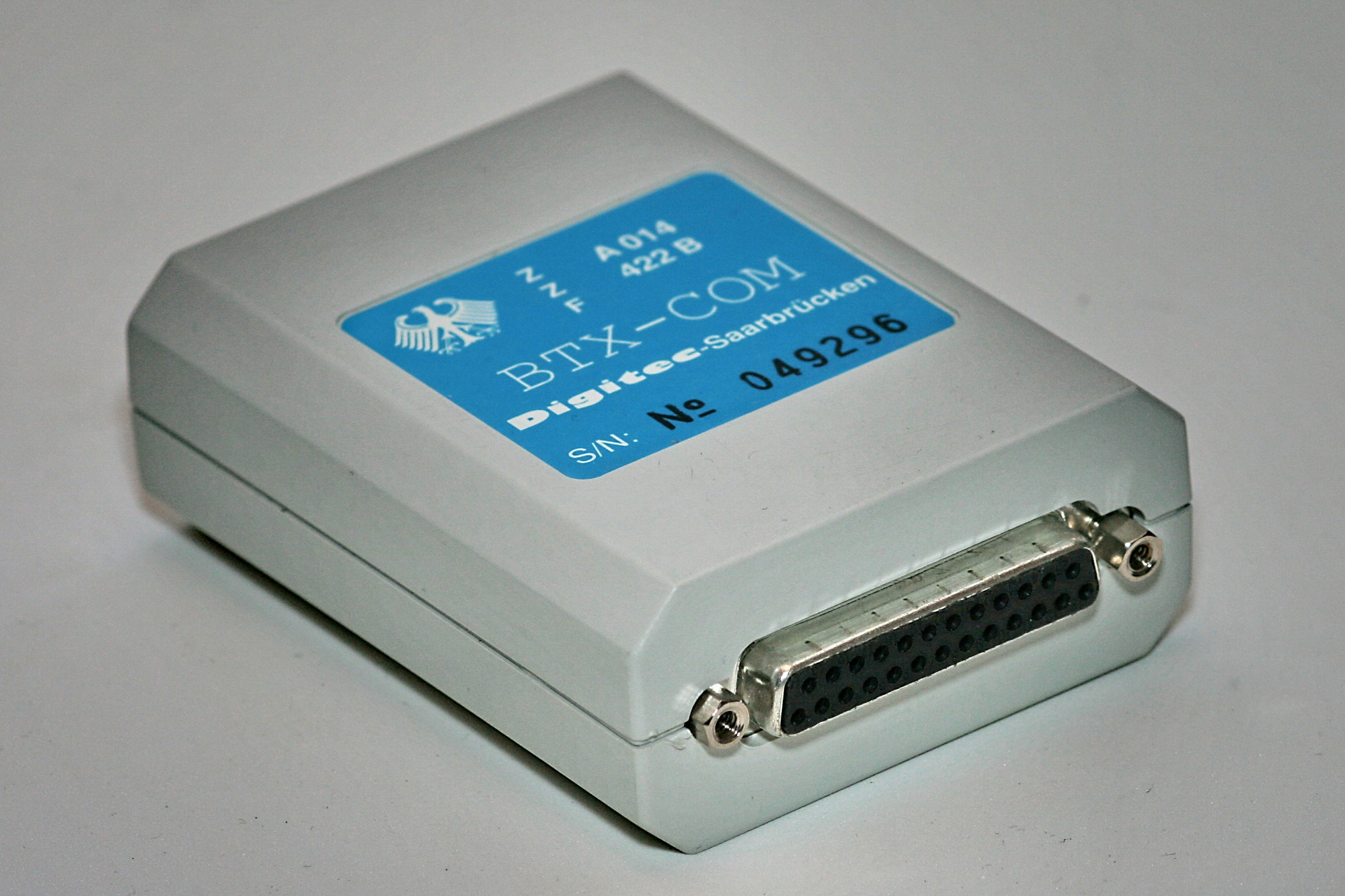
Btx-Modem 1200/75 Baud

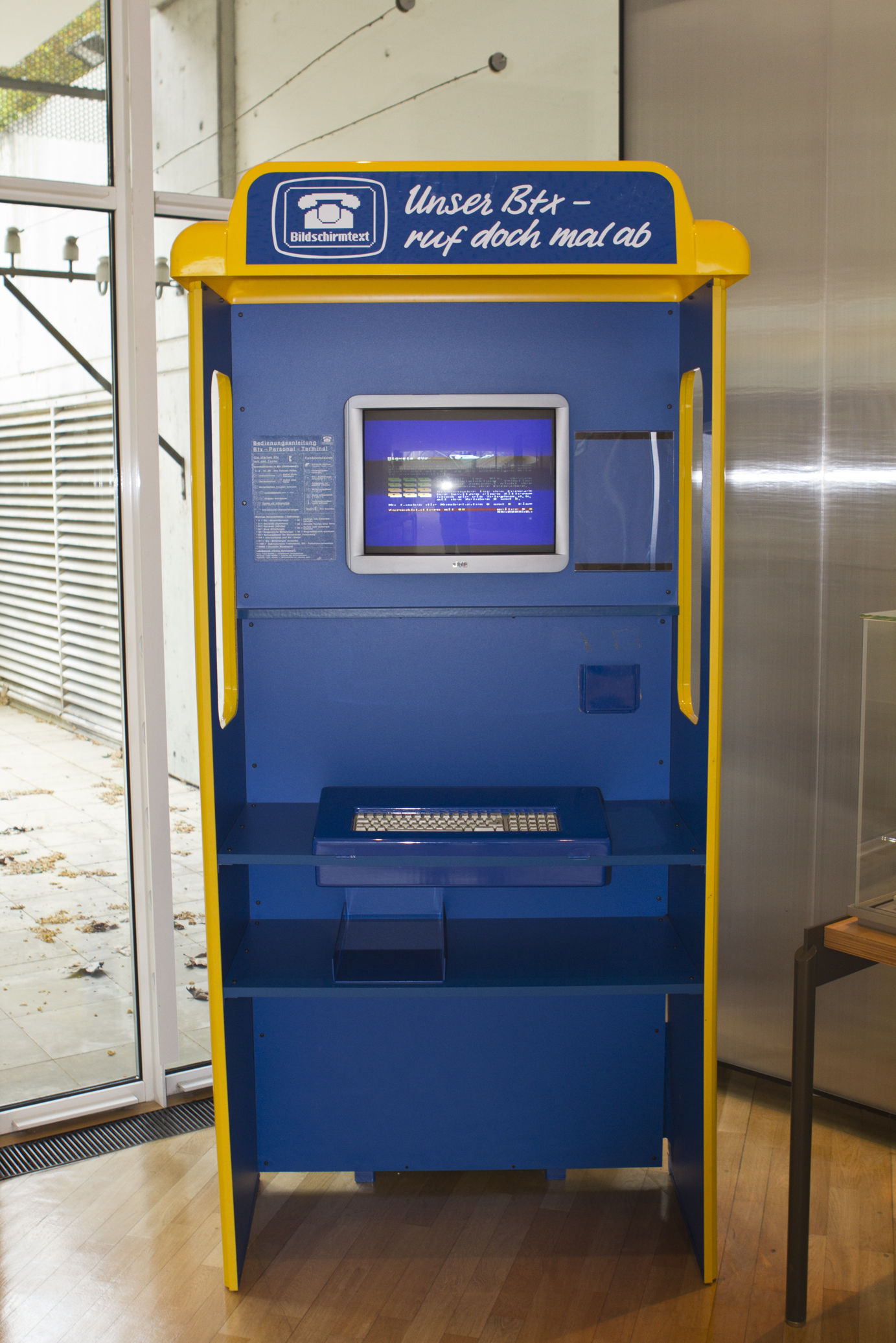
Öffentliches Btx-Terminal, heute im Museum für Kommunikation Frankfurt

Feldtest-Zugangskarte für ÖBTX-Geräte

Das deutsche Btx erforderte ursprünglich spezielle Hardware, die bei der Post gekauft oder gemietet werden musste. Die Übertragung der Daten erfolgte über das Telefonnetz mit einem Modem (DBT-03) oder Akustikkoppler, die Darstellung mittels Btx-Gerät am Fernsehbildschirm oder an einem eigenständigen BTX-Terminal, oder mittels spezieller Software an Computern.
Btx verwendete, wie auch das französische Minitel, ursprünglich den britischen PRESTEL-Standard, danach den CEPT-Standard T/CD 6-1. Später wurde auf den abwärtskompatiblen KIT-Standard (Kernel for Intelligent communication Terminals) umgestellt, der sich jedoch nie richtig durchsetzen konnte. CEPT erlaubte die Übertragung von Grafikseiten mit einer Auflösung von 480×240 Bildpunkten, wobei 32 aus 4.096 Farben gleichzeitig und DRCS (Dynamically Redefinable Character Set) dargestellt werden konnten. Das entsprach den technischen Möglichkeiten der frühen 1980er Jahre. Viele Btx-Seiten des PRESTEL-Standards ähnelten den heute noch eingesetzten Videotext-Seiten mit einer Pseudografik aus farbigen ASCII-Zeichen. In Btx wurden anfangs immer ganze Bildschirmseiten mit einer Geschwindigkeit von 1200 bit/s übertragen. Die Anforderung einer Seite durch den Benutzer erfolgte mit 75 bit/s. Die möglichen Zugangsgeschwindigkeiten wurden mit den Fortschritten in der Modemtechnik auch von Seiten der Bundespost erhöht.
Das Herunterladen von Daten und Computerprogrammen (Telesoftware), vor allem Shareware und Programmaktualisierungen, war mit Hilfe eines Softwaredecoders und eines PCs möglich.

#### Adresssystem
Die Seiten wurden mittels einer Nummer adressiert, der ein Stern (*) vorangestellt und ein Rautezeichen (#) nachgestellt war (z. B. *30000#). Durch die Endmarke # konnte das System so bei Adressnummereingaben unterscheiden, ob die Eingabe abgeschlossen ist oder noch weitere Ziffern folgen, wodurch ein größerer (theoretisch unendlicher) Zahlenraum verfügbar blieb (Gegenbeispiel: Telefonie mit Rufnummerneingabe ohne Endmarke). Zifferneingaben ohne vorangestellten Stern wurden als Kommandos interpretiert, die etwa auf eine andere Seite führten (z. B. „23“) oder einen kostenpflichtigen Seitenaufruf bestätigen (zur Vermeidung versehentlicher Bestätigung stets „19“). Die Kombination *# führte zur vorangegangenen Seite zurück.

#### DBT-03 und andere Modems

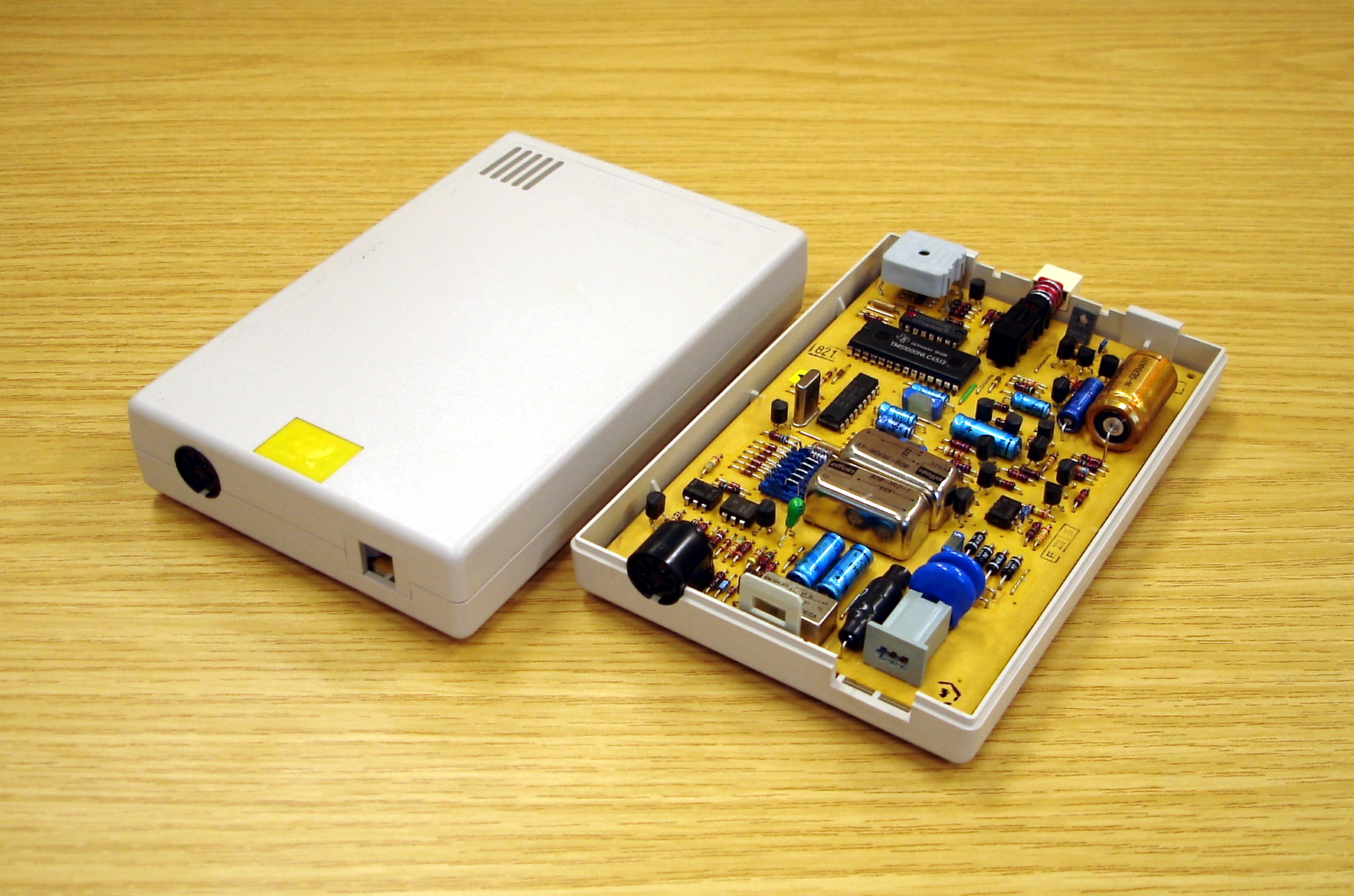
DBT-03

Das DBT-03-Modem erlaubte eine Datenübertragungsrate von 1.200 bit/s zum Teilnehmer und 75 bit/s vom Teilnehmer zur Zentrale (ITU-T V.23-Standard). Die Zugangsauthentifizierung erfolgte über die zwölfstellige Anschlusskennung (die als Hardwarekennung im ROM eines DBT-03 fest einprogrammiert war), die Teilnehmernummer, den Mitbenutzerzusatz und ein Passwort, welches der Benutzer selbst festlegen konnte. In den DBT-03-Modems war die Anschlusskennung fest programmiert, und eine Öffnung war untersagt. Die Modems waren verplombt, eine Öffnung konnte nur durch Zerstörung dieser Plombe erfolgen. Ein Originalgerät hatte eine gelbe, nach einer Instandsetzung bekam es eine blaue Plombe und ein neues ROM mit anderer Hardwarekennung. Die Einwahlnummer war festverdrahtet auf die Telefonnummer 190.
Später wurde dann auch der Betrieb mit anderen Modems erlaubt (nach Beantragung einer sogenannten Softwarekennung). Somit konnte mit jedem gewöhnlichen PC und einem sogenannten Softwaredecoder (zum Beispiel Amaris) Btx genutzt werden. Auch für den C64 und C128 gab es einen Btx-Hardwaredecoder für den Expansionport und Anschluss an das DBT-03.

#### Unterschied zum Internet
Beim deutschen Btx-System waren die Seiten der Anbieter in der Urdatenbank auf einem zentralen Rechnersystem des Herstellers IBM in der Btx-Leitzentrale Ulm abgelegt und wurden von dort abgerufen, wenn die örtlichen Bildschirmtext-Vermittlungsstellen (Vst) diese nicht in ihrem Datenbank- bzw. Teilnehmerrechner vorrätig hatten. Die örtlichen Knoten konnten die Seitenwünsche zu 95 bis 98 Prozent bedienen. Die Seitendatei im örtlichen Knoten unterlag einem Alterungsverfahren. Wenig angeforderte Seiten wurden mit häufig angeforderten überschrieben. Im WWW werden vergleichbare Funktionen mittels Cache und Proxy angeboten.
Die Seiten sogenannter „Externer Rechner“ bildeten dabei eine Ausnahme. Sie existierten nicht statisch in der Datenbank der Btx-Leitzentrale, sondern wurden vom Rechner des Anbieters jeweils dynamisch erzeugt und über die Btx-Vst an den Benutzer übertragen. Die Externen Rechner waren im weltweiten Verbund per X.25 (Datex-P) an die Btx-Vstn angebunden. Diese Möglichkeit wurde nur von wenigen Großanbietern (z. B. Quelle oder Neckermann Reisen), als Vorläufer des Onlinebankings jedoch von zahlreichen Banken genutzt.
Die erste Ziffer einer Seitennummer war die „Bereichskennzahl“: 2–6 für bundesweite, 8 und 9 für regionale Seiten. Der Abruf regionaler Seiten einer anderen Region war kostenpflichtig. Durch die zentrale Verwaltung und Speicherung der Inhalte bzw. der Zugänge für „Externe Rechner“ war ein alphabetisch sortiertes „Anbieterverzeichnis“ möglich (abrufbar über *12#).
Jeder Teilnehmer konnte unter seiner Btx-Nummer eigene „Mitbenutzer“ mit jeweils individuellen Passwörtern einrichten. Ein Mitbenutzer war durch den „Mitbenutzerzusatz“ auf Mitteilungen als Absender eindeutig erkenn- und adressierbar. Der Teilnehmer selbst hatte den (allgemein nicht einzugebenden) Mitbenutzerzusatz 0001, die Mitbenutzer dann 0002, 0003 ... Der Teilnehmer konnte jedem Mitbenutzer ein „Taschengeldkonto“ einrichten und aufladen, womit diesem ein Geldbetrag für Btx-Kosten zur Verfügung stand.

### Kosten und Angebote
Die Kosten für den Nutzer entstanden durch den Abruf einer Seite; der Anbieter hatte bei der Tarifierung weitgehend freie Hand. Er konnte neben dem kostenlosen Abruf wahlweise eine seitenabhängige Vergütung (0,01 DM bis 9,99 DM) erheben, oder eine zeitabhängige Vergütung (0,01 DM bis 1,30 DM pro Minute). Die Kosten wurden über die Telefonrechnung der Nutzer abgerechnet.
Btx bot bereits zahlreiche Dienste an, die heute über das Internet verfügbar sind. So konnten Btx-Teilnehmer miteinander online diskutieren (Chat), sich gegenseitig elektronische Mitteilungen in Form von Btx-Seiten zum Preis von 30 Pfennig pro Seite schicken und aktuelle Nachrichten abrufen (Ticker, Homepages). Weiterhin gab es für Anbieter die Möglichkeit, ihr Angebot über einen sogenannten „Externen Rechner“ dynamisch zu gestalten. Dabei wurde über eine „Übergabeseite“ aus dem normalen Seitenbestand von der jeweiligen Btx-Vermittlungsstelle eine Verbindung über Datex-P zum Rechner des Anbieters aufgebaut. Von da ab übernahm dann dieser Rechner die Kontrolle über den am Endgerät angezeigten Seiteninhalt. Dieses Angebot wurde vor allem von Banken (als Vorläufer des heutigen Online-Bankings), Versandhäusern und der Reiseindustrie (Lufthansa, Deutsche Bundesbahn oder Deutsche Bahn) benutzt. Die Btx-Kunden konnten so interaktiv ihre Bankgeschäfte tätigen oder Online-Bestellungen im Versandhandel aufgeben.
Auch Bundesbehörden wie das Arbeitsamt waren über Btx erreichbar.
Das Einstellen von Angeboten in Btx war relativ teuer, daher wurde es von Privatpersonen kaum genutzt. Anbieter waren vor allem große Firmen wie Versandhandel und einzelne mittelständische Unternehmen. Auch schon bei Btx war eine ständig steigende Zahl von Anbietern aus dem Erotikbereich zu beobachten.
Der Chaos Computer Club (CCC) war ebenfalls mit einem Angebot in Btx vertreten. Der Club fand eine Reihe von technischen Schwachstellen in Btx und versuchte, die Grenzen des Systems aufzuzeigen, unter anderem durch den im bundesweiten Fernsehen berichteten BTX-Hack.
Btx blieb der große Erfolg verwehrt, was vor allem an der restriktiven Politik, hohen Nutzungsgebühren (1983: 8,00 DM monatliche Grundgebühr und eine Anschlussgebühr von 55,00 DM) und einer festen Vertragsbindung mit der Bundespost lag. Diese gestattete für die Verwendung von Btx nur spezielle, von der Post zugelassene Hardware, die zu hohen Preisen separat erworben werden musste. Obwohl CEPT-Decoder frühzeitig für damals verbreitete Heimcomputer wie den C64 erhältlich waren, verweigerte die Post die Zulassung dieser Geräte. In Frankreich, wo die notwendige Hardware von der France Télécom z. T. kostenlos bereitgestellt wurde, erfreute sich das dortige Minitel hingegen großer Beliebtheit.
Das Post-Monopol auf diese Endgeräte, Modems und Telefone fiel mit der Liberalisierung des Endgerätemarkts am 1. Juli 1989. Zu dem Zeitpunkt verbreiteten sich private Mailbox-Netze wie FidoNet oder MausNet, die einige der über Btx verfügbaren Dienste für Privatleute weitaus günstiger anbieten konnten. Im Bereich des Electronic Banking gab es lange Zeit keine Alternative zu Btx.
1993 wurde Btx Bestandteil des neu geschaffenen Datex-J-Dienstes, um die Netzinfrastruktur von der Informationsdienstleistung zu trennen. Datex-J mit Btx wurde neugestaltet und von T-Online übernommen.
Die Tochterfirma T-Online International AG betrieb das System noch bis Mai 2007, allerdings unter dem Namen „T-Online Classic“ und mit starker Verschlüsselung, wobei eine nach ITSEC „E4/hoch“ zertifizierte Verschlüsselungsbibliothek Transport/S im Einsatz war. Damit war auch der Zugang mit dem „T-Online Classic Client“ über das Internet weltweit unter der URL „classicgate.t-online.de“ unter Port 866 möglich. Alternativ betrieben einige Banken auch das CAT-System (CEPT Access Tool). Ein eigener CAT-Server emulierte dabei den bisherigen Zugang bei T-Online.